# Lubawa (gmina wiejska)
Lubawa – gmina wiejska w województwie warmińsko-mazurskim, w powiecie iławskim. W latach 1975–1998 gmina położona była w województwie olsztyńskim.
Siedziba gminy to wieś Fijewo, znajdująca się w niewielkiej odległości od Lubawy.
Według danych z 30 czerwca 2004 gminę zamieszkiwało 10 386 osób. Natomiast według danych z 31 grudnia 2017 roku gminę zamieszkiwało 10 759 osób. Według najnowszych danych z 31 grudnia 2019 roku gminę zamieszkiwało 10 689 osób.

## Struktura powierzchni
Według danych z roku 2002 gmina Lubawa ma obszar 236,64 km², w tym:
- użytki rolne: 78%,
- użytki leśne: 13%.

Gmina zajmuje 17,09% powierzchni powiatu.

## Demografia

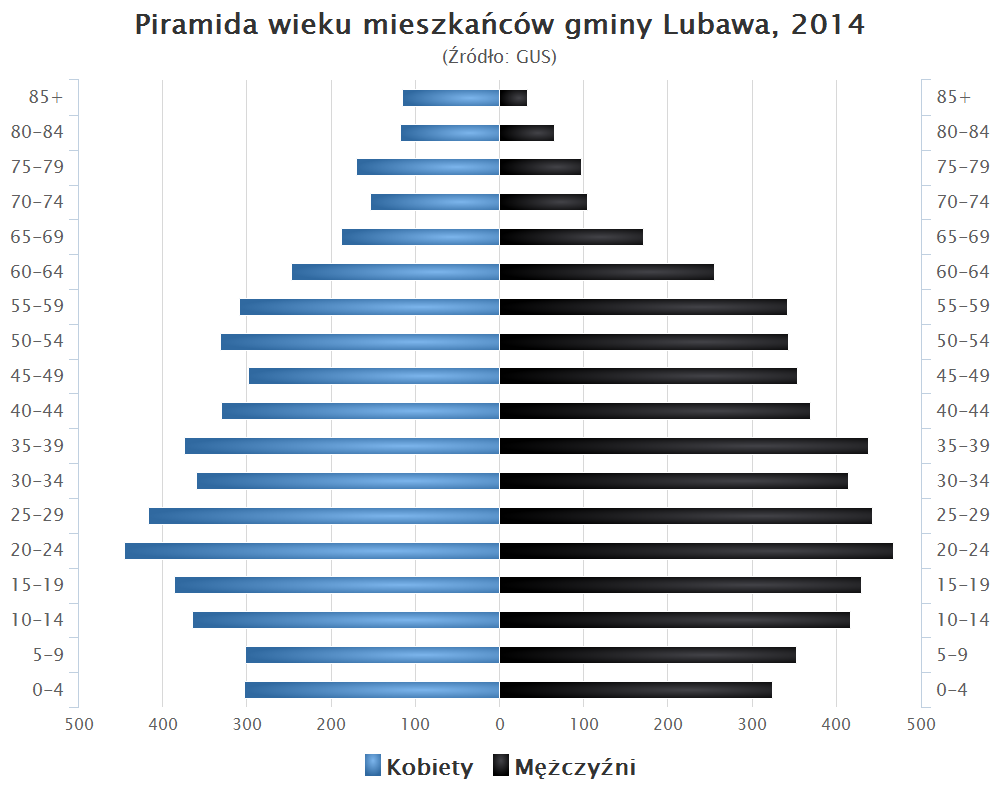
Piramida wieku mieszkańców gminy Lubawa w 2014 roku

Dane z 30 czerwca 2004:
| Opis                              | Ogółem | Ogółem | Kobiety | Kobiety | Mężczyźni | Mężczyźni |
| --------------------------------- | ------ | ------ | ------- | ------- | --------- | --------- |
| jednostka                         | osób   | %      | osób    | %       | osób      | %         |
| populacja                         | 10 386 | 100    | 5145    | 49,5    | 5241      | 50,5      |
| gęstość zaludnienia (mieszk./km²) | 43,9   | 43,9   | 21,7    | 21,7    | 22,1      | 22,1      |

## Sołectwa
Byszwałd, Czerlin, Fijewo, Gierłoż Polska, Grabowo, Gutowo, Kazanice, Losy, Lubstyn, Lubstynek, Ludwichowo, Łążyn, Mortęgi, Omule, Pomierki, Prątnica, Raczek, Rakowice, Rożental, Rumienica, Sampława, Szczepankowo, Targowisko Dolne, Tuszewo, Wałdyki, Zielkowo, Złotowo.

## Pozostałe miejscowości
Biała Góra, Gajówka, Grabowo (osada), Kołodziejki, Łążek, Napromek, Napromek (osada), Osowiec, Rodzone, Targowisko Górne, Wiśniewo, Ludwichowo.

## Sąsiednie gminy
Dąbrówno, Grodziczno, Iława, Lubawa (miasto), Nowe Miasto Lubawskie, Ostróda, Rybno.